# Sommardag
Sommardag (franska: Jour d'été) är en målning av den franska impressionistiska konstnären Berthe Morisot från cirka 1879. Den ställs växelvis ut på National Gallery i London och Hugh Lane Gallery i Dublin. Från 2019 inleds en sexårsperiod då den ska ställas ut i London. 

## Motiv

Morisots I Boulogneskogen (cirka 1879), Nationalmuseum.

Målningen visar två kvinnor på en båt i en damm i Boulogneskogen i Paris sextonde arrondissement. Morisot bodde vid tidpunkten i det närbelägna Passy med sin make Eugène Manet (bror till Édouard) och sin knappt ettåriga dotter (sedermera konstnär) Julie och var väl bekant med parkområdet Boulogneskogen. De avbildade kvinnorna var sannolikt professionella modeller och förekommer även med exakt samma kläder i målningen I Boulogneskogen som är utställd på Nationalmuseum i Stockholm. Den ena kvinna är avbildad i profil och tycks vara fokuserad på några ankor som simmar bredvid båten medan den andra kvinnan möter betraktarens blick. 
Målningarna är tydligt impressionistiska i sitt utförande med ljusa skimrande färger i olika valörer och otydliga konturer. Morisot var en av de mest konsekventa impressionisterna och hon deltog på samtliga impressionistutställningar förutom 1879. Med stor sannolikhet ingick denna målning (under namnet Le Lac du bois de Boulogne) i en grupp om tolv verk - däribland I Boulogneskogen - som Morisot ställde ut på den femte impressionistutställningen i Paris i april 1880.

## Mottagande
Utställningen fick som helhet tämligen negativ kritik, vilket har betraktats som ett tecken på den kris impressionismen gått in i mot slutet av 1870-talet. Morisot var en av de konstnärer som fick störst uppmärksamhet i recensionerna. Kritikerna lyfte fram hennes djärva och skissartade målningssätt. Några av dem jämförde också hennes måleri med den franske 1700-talsmålaren Honoré Fragonards skissartade och flödiga teknik. Flera av kritikerna uppfattade Morisot som den enda egentliga impressionisten på utställningen. En orsak till detta var att flera av de ledande namnen inom gruppen - Claude Monet, Auguste Renoir och Alfred Sisley - avstått från att delta i utställningen.  
Morisots konst betraktades ofta som utpräglat feminin. Som konsthistorikern Tamar Garb har visat kom även impressionismen som stil med tiden att betraktas som feminin. Det impressionistiska målningssättet - det skissartade, betoningen av färg snarare än form, betoningen av det flyktiga och tillfälliga - uppfattades som kvinnligt. Att Morisot målade så utpräglat impressionistiskt ansågs därför ofta som passande. Hennes teknik var helt enkelt lämplig för en kvinna. Kvinnor vars målningar uppvisade andra egenskaper - egenskaper som kunde kallas manliga - fick inte sällan kritik för att de arbetade på ett sätt som stred mot deras kvinnliga natur. De kunde också beskyllas för att endast försöka efterlikna sina manliga förebilder och lärare. 

## Proveniens
Målningen ingick i Bernheim-Jeune samling till 1910 då den köptes av konsthandlaren Paul Durand-Ruel. Denne sålde målningen 1912 till den irländske konstsamlaren Hugh Lane som dog 1915 i en färjekatastrof då RMS Lusitania torpederades. På grund av oklarheter om hans testamente ställs målningen växelvis ut på National Gallery i London och Hugh Lane Gallery i Dublin. Samma förhållande gäller för ytterligare sju målningar i Lane Bequest, däribland Manets Musik i Tuilerieträdgården och Renoirs Paraplyerna.